# Stefano Sannino

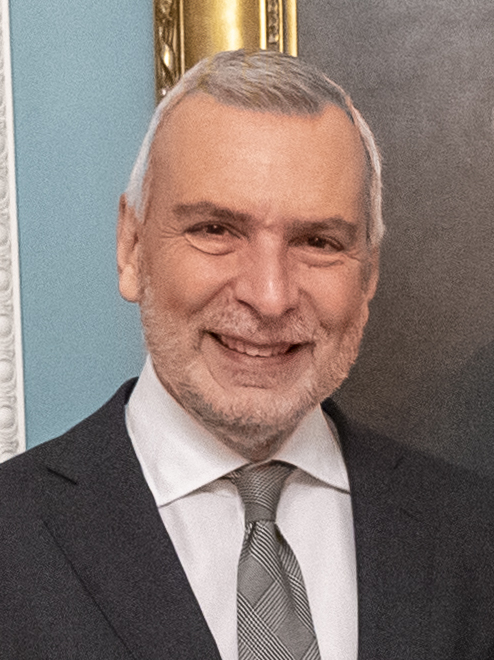
Stefano Sannino (2023).

Stefano Sannino (* Dezember 1959 in Neapel) ist ein italienischer Politikwissenschaftler, Diplomat und EU-Beamter.

## Biografie
Nach seinem Studium der Politikwissenschaft an der Universität Neapel trat Sannino 1986 in den diplomatischen Dienst. In der Folge bekleidete er verschiedene Ämter im Außen- und im Außenhandelsministerium Italiens.
Seine Laufbahn bei der Europäischen Kommission begann Sannino im Jahr 2002 als Berater für Außenbeziehungen und Handel im Kabinett des damaligen Präsident der Europäischen Kommission Romano Prodi. Von 2009 bis 2010 war er stellvertretender Leiter der Abteilung Asien und Lateinamerika. Anschließend wechselte er in die Abteilung Erweiterung, wo er von 2010 bis 2011 als stellvertretender und von April 2011 bis Juli 2013 als Leiter fungierte. Er verließ diesen Posten, um Italiens Vertreter bei der EU zu werden, bevor er den Posten des Botschafters in Madrid übernahm. Ab Januar 2016 war er Botschafter Italiens in Spanien. Im Dezember 2020 ernannte ihn der Hohe Vertreter der EU für Außen- und Sicherheitspolitik, Josep Borrell, zum Generalsekretär des Europäischen Auswärtigen Dienstes. Im Januar 2025 wurde er in diesem Amt von Belén Martínez Carbonell abgelöst. Im Februar 2025 wurde er Leiter der neugegründeten Generaldirektion Naher Osten, Nordafrika und Golf der EU-Kommission.
| Vorgänger               | Amt                                                                                  | Nachfolger         |
| ----------------------- | ------------------------------------------------------------------------------------ | ------------------ |
| Ferdinando Nelli Feroci | Ständiger Vertreter der italienischen Regierung bei der Europäischen Union 2013–2016 | Carlo Calenda      |
| Pietro Sebastiani       | Italienischer Botschafter in Madrid 2016–2020                                        | Riccardo Guariglia |